# Gad (Timiș)

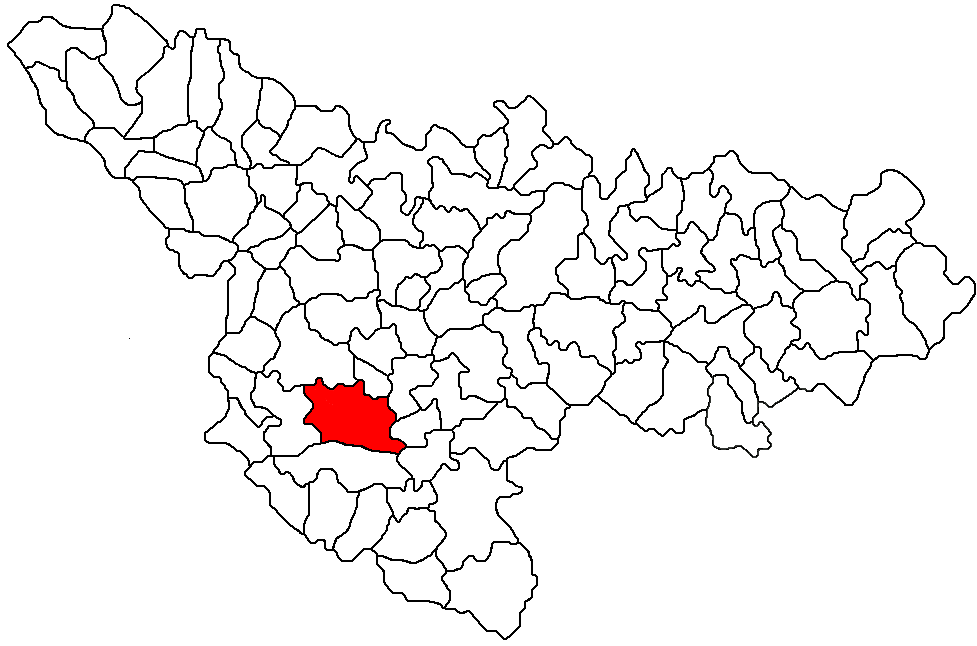
Lage der Gemeinde Ghilad im Kreis Timiș

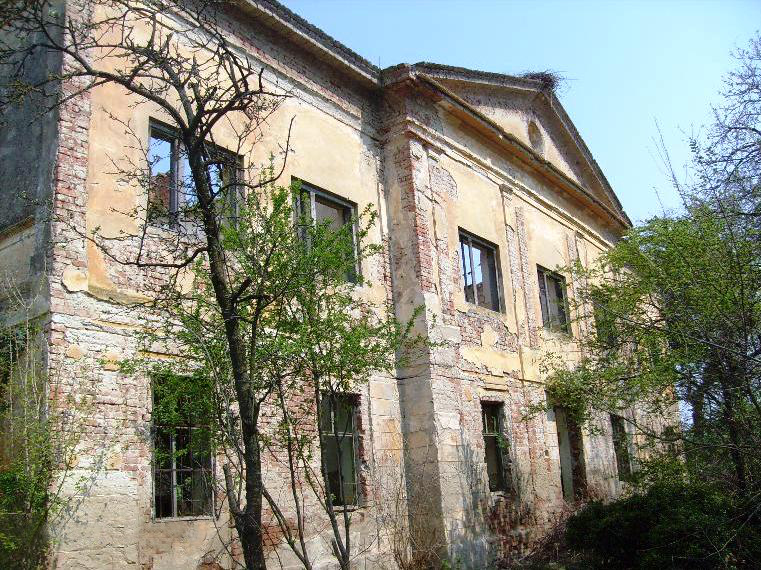
Das Herrschaftshaus Gudenus in Gad

Gad (bis 1924 Gureni, deutsch Gad auch Fodorhausen, ungarisch Gád oder Gáad und Fodorháza, serbisch Gad) ist ein Dorf im Kreis Timiș, Banat, Rumänien. Gad gehört zur Gemeinde Ghilad.

## Geografische Lage
Gad liegt im Südwesten des Kreises Timiş, am linken Maroschufer, nahe der Grenze zu Serbien, in 20 Kilometer Entfernung zu Ciacova und 50 Kilometer zu Timișoara.

## Nachbarorte
| Foeni   | Crai Nou                                    | Ciacova |
| Cruceni | Kompassrose, die auf Nachbargemeinden zeigt | Ghilad  |
| Toager  | Giera                                       | Dolaț   |

## Geschichte
Der Legende nach kommt der Name der Ortschaft von dem Woiwoden Glad, der um 895 hier mit den Ungarn kämpfte. Nach dem Rückzug der Armeen wurde die Ortschaft Gad gegründet und nach ihm benannt. 
1332–1337 wurde die Ortschaft erstmals in den päpstlichen Zehntlisten erwähnt. Auf der Josephinischen Landaufnahme von 1717, ist der Ort mit 30 Häusern eingetragen und gehörte zum Distrikt Ciacova. Nach dem Frieden von Passarowitz (1718), als das Banat eine Habsburger Krondomäne wurde, war Gad Teil des Temescher Banats.  Auf der Mercy-Karte von 1723 ist der Ort von Rumänen bewohnt.
1788 machte Kaiser Joseph II. auf dem Weg nach Belgrad Rast bei Petru Miloș in Gad. Als Dank für dessen Gastfreundschaft schenkte der Kaiser ihm ein Nonius-Pferd aus dem Gestüt von Mezöhegyes.
Die letzten Grundbesitzer von Gad waren Hugo und Bela Gudenus. Das Kastell Gudenus ist bis heute erhalten. 
Dank der Abgeschiedenheit des Ortes und der schlechten Verkehrsverbindungen sinkt die Einwohnerzahl von Gad stetig.

### Fodorhausen
Im Süden von Gad wurde 1818 Fodorhausen mit 48 deutschen Familien angelegt. Nach der Dreiteilung des Banats am 4. Juni 1920 infolge des Vertrags von Trianon, als Fodorhausen an das Königreich Rumänien fiel, wurde die einstige Verbindung zum Verwaltungszentrum Großbetschkerek und zur nahe gelegenen Stadt Módos, die beide Serbien zugeteilt worden waren, unterbrochen. In der Folge wurde Fodorhausen nach und nach verlassen und verfiel. Heute steht in Fodorhausen kein einziges Haus mehr.

## Demografie
| 1880 | 839  | 212 | 41 | 112 | 474 |
| 1910 | 1141 | 316 | 90 | 101 | 634 |
| 1930 | 1227 | 402 | 75 | 195 | 555 |
| 1977 | 428  | 240 | 24 | 14  | 150 |
| 2002 | 190  | 133 | 7  | 6   | 44  |

Die Einwohnerzahlen von Fodorhausen:
| 1880 | 114 | 1 | -  | 112 | 1 |
| 1890 | 214 | 2 | 4  | 208 | - |
| 1910 | 174 | 5 | 17 | 151 | 1 |
| 1920 | 155 | - | 9  | 146 | - |

## Sehenswürdigkeiten
- Das Herrschaftshaus Gudenus in Gad aus dem 19. Jahrhundert wurde zum historischen Nationalgut erklärt.